# Wapping állomás
A Wapping a londoni Overground egyik állomása a 2-es zónában, az East London line érinti.

## Története
Az állomást 1869-ben nyitották meg Wapping and Shadwell néven. Mai nevét 1876-ban kapta. 1884-től 1905-ig, illetve 1913-tól 1939-ig a District line és a Metropolitan line szolgálta ki. 2007-ben bezárták az állomást, majd 2010. április 27-én nyitották ki újra az East London line részeként.

## Forgalom
| Járat | Útvonal | Gyakoriság     |
| ----- | --- | -------------- |
|       | Highbury & Islington – Canonbury – Dalston Junction – Haggerston – Hoxton – Shoreditch High Street – Whitechapel – Shadwell – Wapping – Rotherhithe – Canada Water – Surrey Quays (– tovább New Cross, Crystal Palace, West Croydon és Clapham Junction felé) | 3-5 percenként |

## Átszállási kapcsolatok
| Állomás | Átszállási kapcsolatok         |
| ------- | ------------------------------ |
| Wapping | Helyi buszok (Wapping Station) |

## Fordítás
- Ez a szócikk részben vagy egészben  a   Wapping railway station című angol Wikipédia-szócikk fordításán alapul.  Az eredeti cikk szerkesztőit annak laptörténete sorolja fel. Ez a jelzés csupán a megfogalmazás eredetét és a szerzői jogokat jelzi, nem szolgál a cikkben szereplő információk forrásmegjelöléseként.